# Parasetodes
Parasetodes is een schietmottengeslacht uit de familie Leptoceridae. De wetenschappelijke naam van het geslacht is voor het eerst geldig gepubliceerd in 1880 door McLachlan.

## Soorten
De volgende soorten zijn bij het geslacht ingedeeld:
- Parasetodes aquilonius Yang & Morse, 1997
- Parasetodes kiangsinicus (Ulmer, 1932)
- Parasetodes maguirus (Mosely, 1948)
- Parasetodes nebulosus Kimmins, 1956
- Parasetodes respersellus (Rambur, 1842)[1]
- Parasetodes sudanensis Ulmer, 1922
- Parasetodes tumbanus Marlier, 1958

### Synoniemen
- Parasetodes maculatus (Banks, 1911) = Parasetodes respersellus (Rambur, 1842)
- Leptocella maculatus Banks, 1911 = Parasetodes respersellus (Rambur, 1842)
- Parasetodes ussuriensis Martynov, 1935 = Parasetodes respersellus (Rambur, 1842)